# Бой при Молодечно
Бой при Молодечно — 22-23 ноября (4-5 декабря) 1812 года произошёл бой русского авангарда генерала Е. И. Чаплица с французским арьергардом под командованием маршала Виктора.

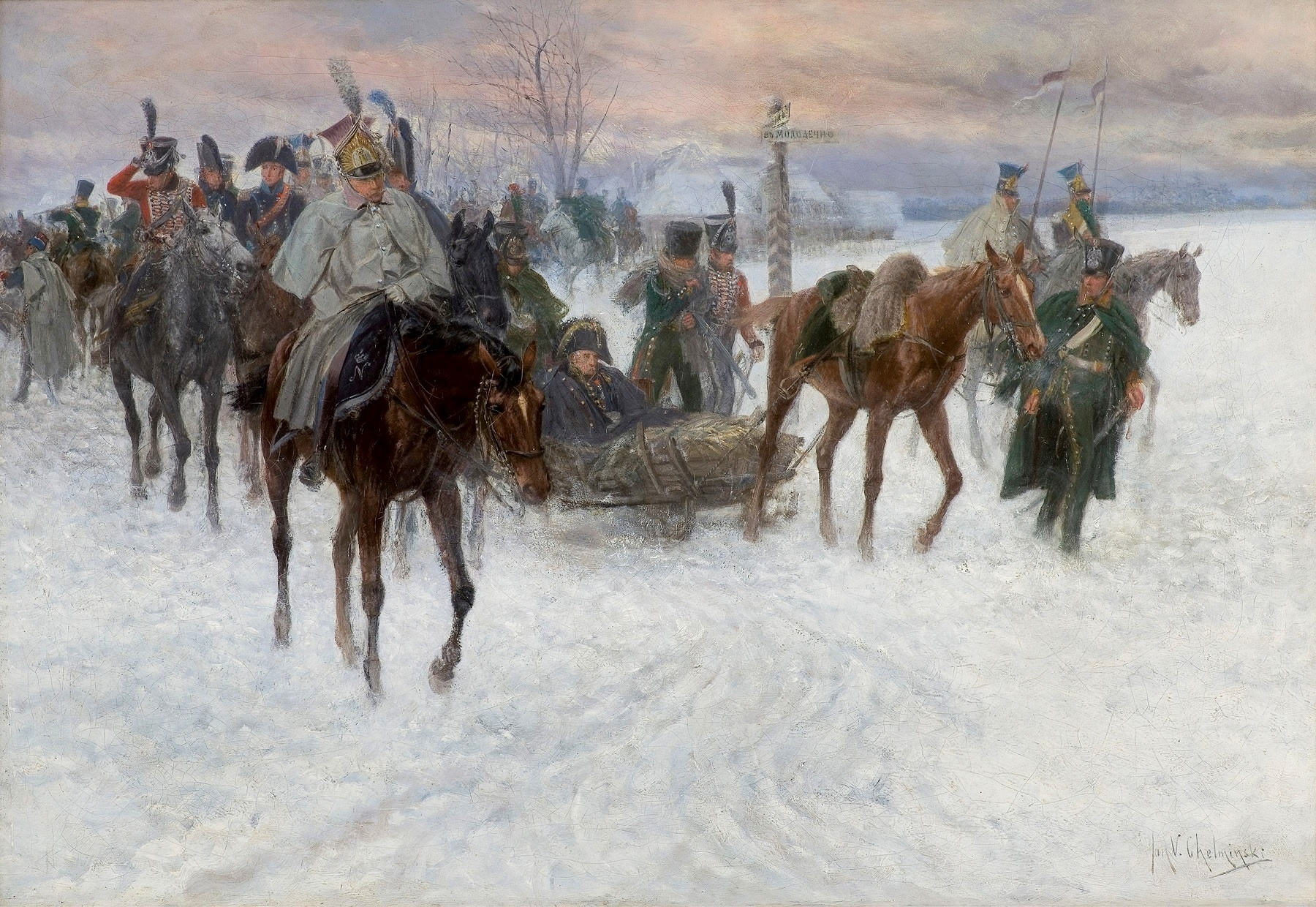
Эпизод отступления французской армии. На дорожном указателе надпись "В Молодечно". Картина Яна Хелминского

С 21 на 22 ноября главная квартира Наполеона находилась в Молодечно; 22 ноября Наполеон прибыл в Беницу, а на следующий день в Сморгонь. 22 ноября французский арьергард под командованием Виктора был настигнут русским авангардом у реки Уши и отброшен с потерей 500 человек пленными и 8 орудий. Переправившись через Ушу, Виктор сломал за собой мосты и занял оборону в надежде задержать наступление русского авангарда.
Вечером 22-го на помощь авангарду подошёл отряд А. П. Ермолова и следом за ним главные силы Чичагова. В ночь с 22 на 23 ноября в трёх верстах ниже Молодечно была найдена плотина, мост через неё был исправен, и в 4 часа утра кавалерия Чаплица переправилась через Ушу, внезапным ударом во фланг отрезала часть французского арьергарда и заняла Молодечно.
На рассвете мосты в Молодечно были исправлены и 3-я Западная армия перешла Ушу и возобновили преследование. Французы почти не сопротивляясь и массово сдавались или бежали. Было пленено 2500 человек и захвачено 24 орудия.